# Bukowiec (jezioro w woj. zachodniopomorskim)
Bukowiec – jezioro na Wysoczyźnie Łobeskiej, położone w woj. zachodniopomorskim, w granicach administracyjnych miasta Świdwin oraz gminy wiejskiej Świdwin. Powierzchnia Bukowca wynosi 17,45 ha.
W typologii rybackiej jest jeziorem linowo-szczupakowym. Bukowiec posiada wydłużony kształt w kierunku północnym. Ok. 200 m na południowy wschód od Bukowca znajduje się jezioro Wilczkowo. Na zachodnim brzegu znajduje się część miasta Świdwin z ulicą o nazwie Dobra Rycerskie, a na wschodnim miejscowość Buczyna należąca do gminy Świdwin.
Jezioro znajduje się w zlewni rzeki Regi. 
W 1950 roku wprowadzono urzędowo nazwę Świdwińskie Jezioro, zastępując poprzednią niemiecką nazwę jeziora – Buchholz See. W 2006 roku Komisja Nazw Miejscowości i Obiektów Fizjograficznych w wykazie hydronimów przedstawiła nazwę Bukowiec.